# Il piccolo inquilino
Il piccolo inquilino (Le Petit Locataire) è un film del 2016 diretto da Nadège Loiseau.
La pellicola è una commedia che affronta con ironia e delicatezza il tema della maternità imprevista, ed è stata presentata al Festival di Locarno nella sezione Piazza Grande.

## Trama
Nicole, una donna di quarantanove anni, scopre di essere incinta. La donna ha un figlio di 33 anni una figlia di 27 a sua volta madre. Il marito è da tempo disoccupato ed è lei a tirare avanti la famiglia, con il suo lavoro e seguendo le esigenze della nipote e della madre, anziana e inferma. 
La gravidanza sconvolge gli equilibri della famiglia e, evitato il ricorso all'aborto, costringe a rivedere le priorità di tutti, considerate anche le difficoltà di salute, cui va incontro Nicole che, dopo un lungo ricovero, torna a casa con la raccomandazione di stare lontana da ogni agente di stress. Questo risulterà impossibile. Ma dopo la morte della madre, proprio al ritorno del figlio, cuoco sui sottomarini militari, si scongiurerà un ulteriore tentativo di aborto, cui Nicole voleva ricorrere all'oscuro di tutti i familiari.
L'arrivo della piccola inaspettata unirà la famiglia messa a dura prova da una serie di circostanze variamente traumatiche.

## Produzione
Il film segna l’esordio al lungometraggio di Nadège Loiseau ed è stato prodotto da Curiosa Films con il sostegno di Canal+ e France 2 Cinéma.

## Distribuzione
Distribuito in Francia il 16 novembre 2016 da Diaphana, è uscito in Italia il 4 maggio 2017 con il titolo Il piccolo inquilino, distribuito da Officine Ubu.

## Riconoscimenti
- 2017 – Premio César
  - Candidatura per la miglior opera prima